# Центральный автовокзал (Минск)

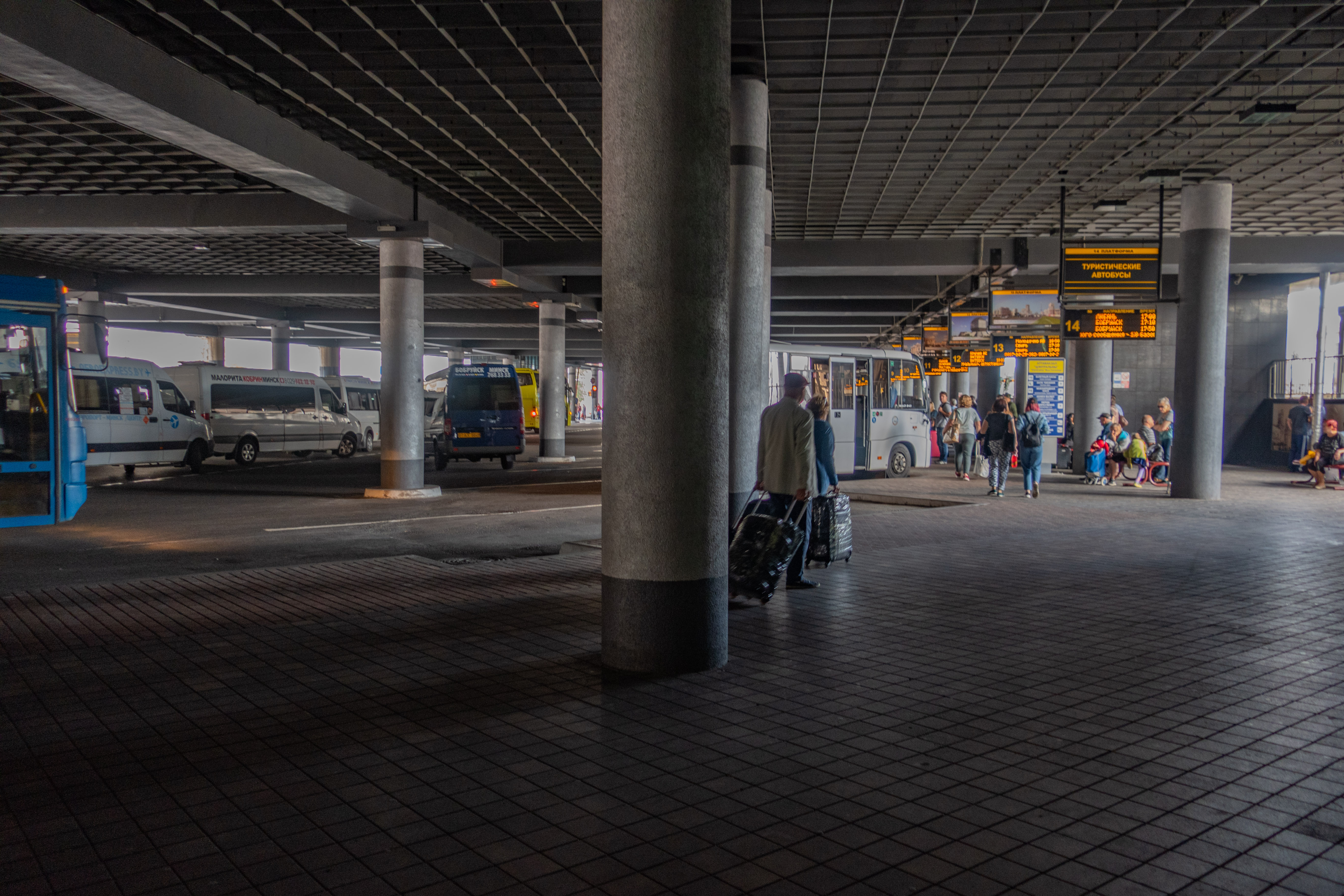
Внутри автовокзала. 2019 год.

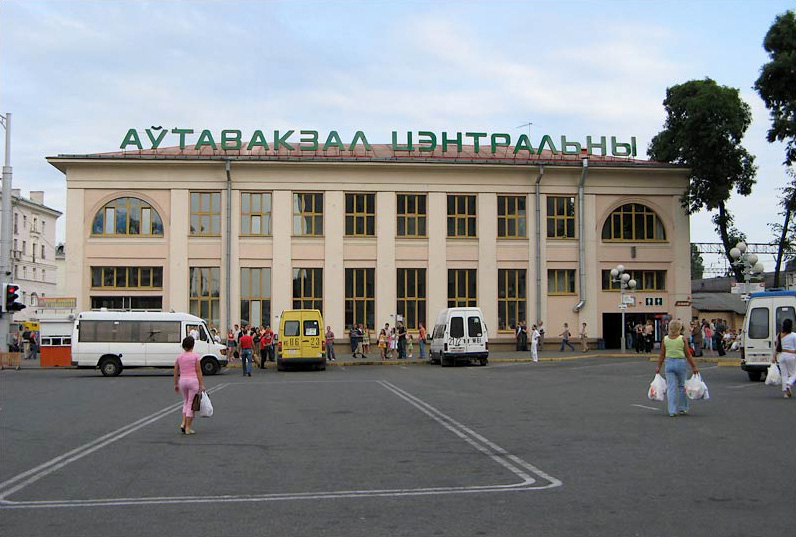
Старое здание вокзала в 2007 году

Центральный автовокзал — Филиал «Минский автовокзал» государственного предприятия Минсктранс. Является единственным автобусным пассажирским терминалом, обустроенным для обслуживания пассажиров в городе Минске, и самым крупным в Республике Беларусь.
Расположен в центральной части города по адресу: 220006, г. Минск, ул. Бобруйская, 6-1.

## История
Вокзал был открыт в 1962 году. В августе 2007 вокзал был закрыт на реконструкцию. Старое двухэтажное здание было демонтировано, а на его месте началось возведение нового вокзального комплекса. Реконструкция завершена в 2011 году.
Комплекс состоит из 5 уровней: в подземном разместились технические помещения и камеры хранения, часть первого этажа заняли собственно помещения вокзала — зал ожидания, международные кассы, другие помещения для пассажиров и работников автовокзала, оставшуюся часть первого, и три верхних этажа заняли торговый комплекс включающий в себя помимо объектов торговли пять пивных баров, кафе, два бара и ресторан. Значительную часть вокзального комплекса занял пятиуровневый паркинг на 500 машино-мест, введение которого в строй может решить проблему нехватки мест для стоянки автомобилей на Привокзальной площади.